# Drawn and Quarterly
Drawn and Quarterly (parfois écrit Drawn & Quarterly ou D+Q) est une maison d'édition de bande dessinée canadienne anglophone créée en 1990 à Montréal par Chris Oliveros. C'est depuis la fin des années 1990 la principale entreprise canadienne du secteur, aussi bien en termes économiques que critiques, et le principal éditeur nord-américain de bande dessinée alternative avec l'Américain Fantagraphics.
On lui doit entre autres des classiques de la bande dessinée « indépendante » canadienne (anglophone ou francophone) telles que les œuvres de Chester Brown (Louis Riel), Seth (Palookaville), Joe Matt (Peepshow), Guy Delisle (Pyongyang), Michel Rabagliati (Paul) et Julie Doucet (Dirty Plotte). Mais D+Q édite aussi des auteurs américains tels qu'Adrian Tomine (Optic Nerve), Debbie Drechsler, Robert Crumb, Miriam Katin ou encore français (Baru, David B., Dupuy et Berberian, Marguerite Abouet/Clément Oubrerie), belge (Jan Van Der Veken), néo-zélandais (Dylan Horrocks) ou encore japonais (Yoshihiro Tatsumi).

## Histoire
La maison d'édition Drawn and Quarterly a été fondée en 1990 par Chris Oliveros, Montréalais, alors âgé de 23 ans : le premier numéro de Drawn & Quarterly est introduit dans des magasins de bandes dessinées en avril 1990.

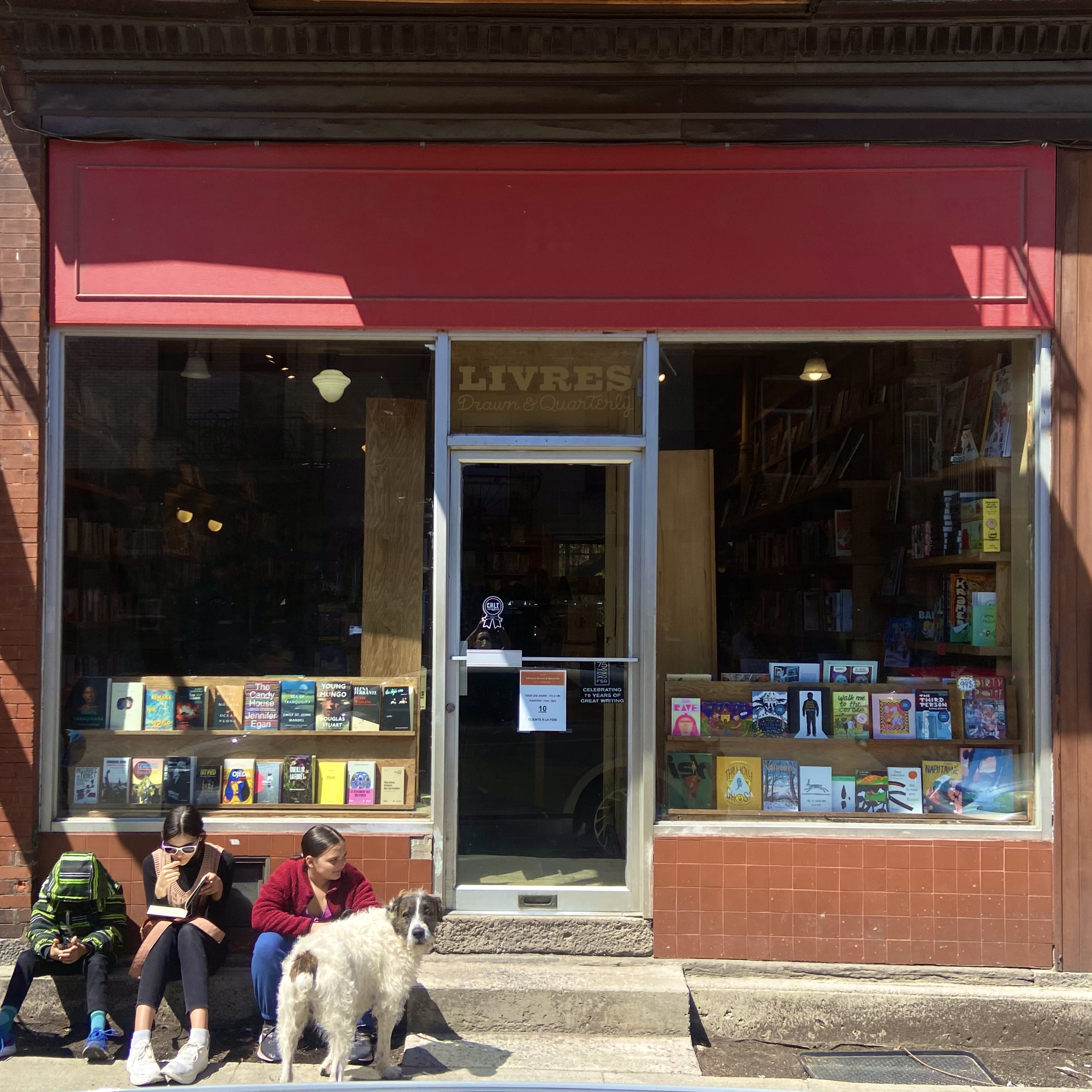
Librarie de Drawn and Quarterly à Montréal

Suivant l'exemple de RAW (dirigé par Art Spiegelman et Françoise Mouly), Oliveros veut publier une revue périodique d'art consacrée à la bande dessinée, aux comics et aux romans graphiques. Après avoir emprunté 2.000$ à son père, il sort le premier numéro en avril 1990. À l'origine, il était prévu de préparer quatre numéros par an, mais Oliveros constate que cette cadence ne convient pas aux récits graphiques longs ; c'est pourquoi il publie également des œuvres indépendantes. La première est Dirty Plotte (en) de Julie Doucet. D'autres dessinateurs s'associent à Oliveros : Seth, Joe Matt et Chester Brown.
Les dix premiers numéros, publiés en 1991 et 1992, comprennent des œuvres d'un groupe de dessinateurs désormais notoires, dont Julie Doucet, Joe Matt, Seth, Michel Rabagliati, James Sturm, Maurice Vellekoop, David Collier, Joe Sacco et Chester Brown.
À mesure que croît l'intérêt du public pour les romans graphiques, Oliveros constate le besoin d'un(e) publicitaire. Il s'adresse à Peggy Burns, qui exerce alors cette fonction pour DC Comics ; elle rejoint l'équipe de Drawn and Quarterly en 2003, puis elle obtient un contrat de distribution avec Farrar, Straus and Giroux, ce qui favorise la visibilité de la marque D&Q. La maison d'édition réduit le nombre de récits publiés et se concentre sur les livres de bande dessinée, comme les romans graphiques et les collections.
En 2015, l'entreprise publie la collection Drawn & Quarterly: Twenty-Five Years of Contemporary Cartooning, Comics and Graphic Novels. Cette même année, Oliveros décide de consacrer son temps à son propre récit graphique The Envelope Manufacturer. Il se retire de sa fonction de directeur. Burns le remplace ,.
En 2023, les employés de la maison d'édition et de librairie Drawn & Quarterly décident de former un syndicat. Accrédité par le Tribunal administratif du travail en automne 2023, ce nouveau syndicat est affilié à la Confédération des syndicats nationaux.

## Librairie Drawn & Quarterly

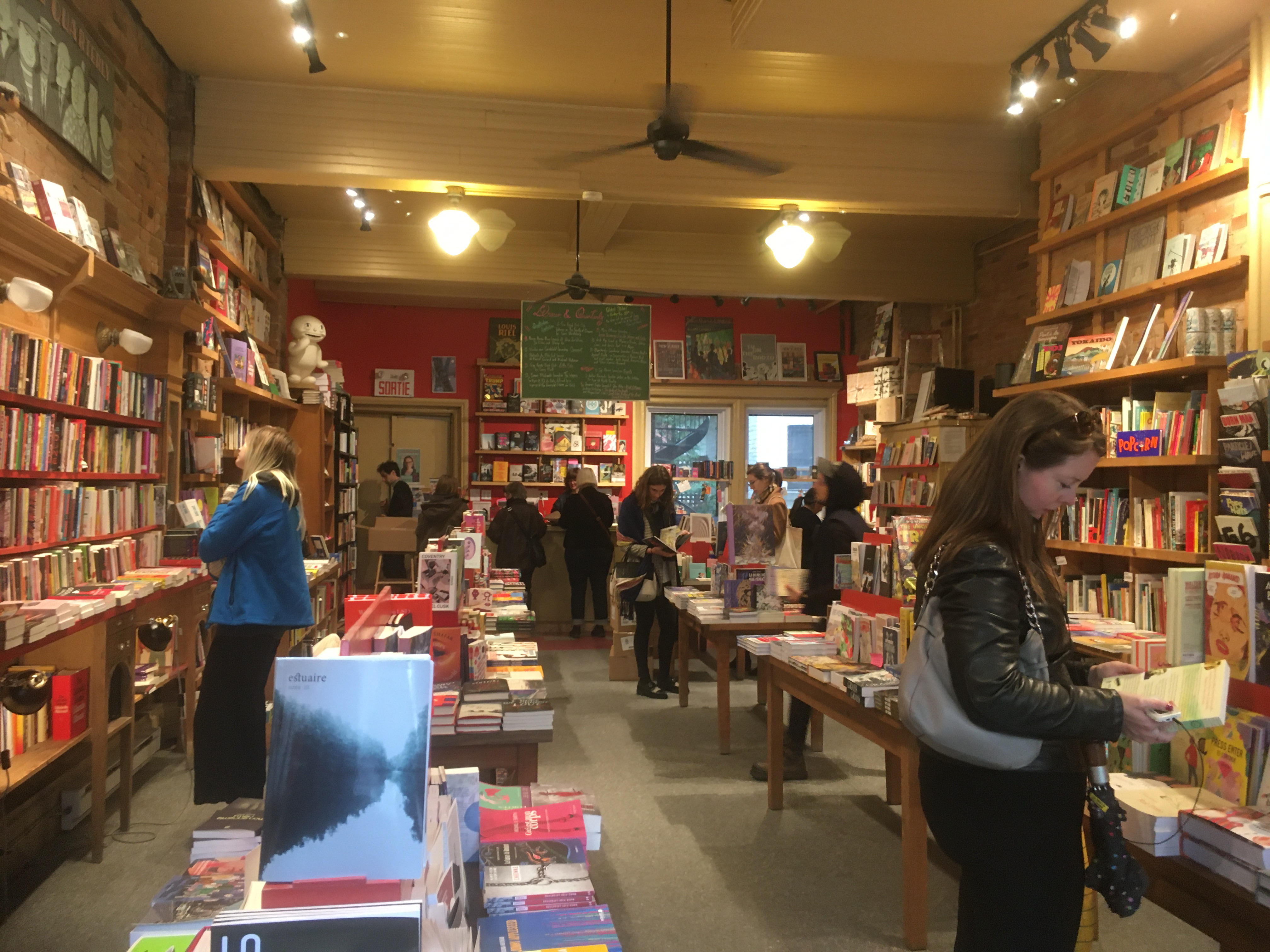
Intérieur de la libraire Drawn & Quarterly

En 2007, Drawn and Quarterly ouvrent une librairie de langue anglaise sur la rue Bernard dans le Mile End, à Montréal. L'on y vend des romans graphiques, de la littérature, des ouvrages documentaires, de la poésie et des livres d'art. En 2017, le magasin s'agrandit et ouvre La Petite Librairie Drawn & Quarterly, une librairie pour enfants le jour et un espace événementiel le soir.
Au fil des ans, la libraire Drawn & Quarterly s'est implantée comme endroit culte du quartier Mile End, tout en étant un « incontournable de la scène littéraire de la ville ».

## Showcase
De 2003 à 2007, Drawn & Quarterly a publié Showcase, collectif annuel de 96 pages présentant deux ou trois auteurs en devenir. Sans thème imposé, elle reflète les goûts de son éditeur Chris Oliveros.
1. 2003 : Kevin Huizenga, Nicolas Robel
2. 2004 : Jeffrey Brown, Pentti Otsamo, Erik De Graaf
3. 2005 : Genevieve Elverum, Sammy Harkham, Matt Broersma
4. 2006 : Dan Zettwoch, Gabrielle Bell, Martin Cendreda
5. 2007 : Anneli Furmark, Amanda Vahamaki, T. Edward Bak

### Documentation
- (en) Tom Devlin (dir.), Drawn and Quarterly : Twenty-Five Years of Contemporary Cartooning, Comics, and Graphic Novels, Montréal, Drawn and Quarterly, 2015.
- (en) Sean Rogers et Jeet Heer, « A History of Drawn & Quarterly », dans Tom Devlin (dir.), Drawn and Quarterly : Twenty-Five Years of Contemporary Cartooning, Comics, and Graphic Novels, Montréal, Drawn and Quarterly, 2015 (ISBN 9781770461994), p. 13-57.